# پیچک سمی آمریکایی

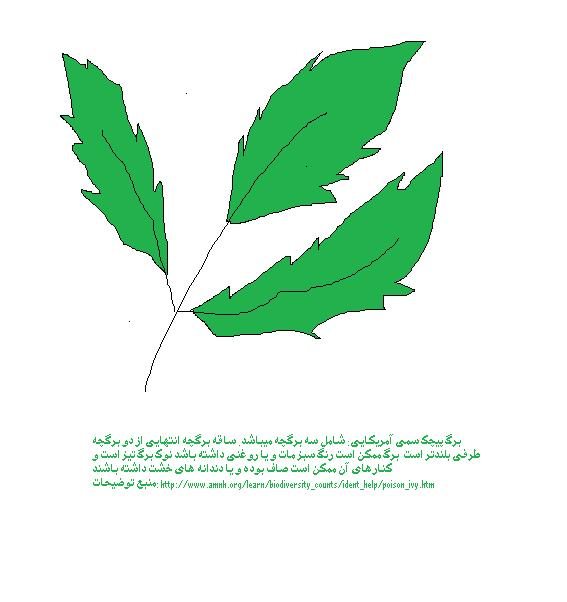
Leaves of three, Let it be

پیچک سمی آمریکایی (نام علمی: Toxicodendron radicans) پیچک سمی آمریکایی گیاه با ساقه چوبی دائمی woody perennial است که معمولاً به صورت رونده به دور درختان می‌پیچد. این گیاه همچنین می‌تواند به صورت رونده از حصار اطراف زمینهای کشاورزی بالا رود. در صورت نبود درخت این گیاه می‌تواند به صورت بوته ای مستقل رشد کند.
پیچک سمی گیاه بومی قاره آمریکا می‌باشد و بسیاری از مردم محلی آمریکا این گیاه را می‌شناسند و به کودکان خود از سن پایین آموزش می‌دهند که از آن دوری کنند.
مشخصه این گیاه وجود سه برگ در انتهای هر شاخه می‌باشد. ساقه برگ انتهایی از ساقه دو برگ طرفی بلندتر است. تمامی قسمت‌های این گیاه (ساقه- برگ- ریشه) سمی می‌باشند و در صورت تماس با پوست باعث التهاب پوستی می‌شوند. در صورت تنفس دود ناشی از سوزاندن این گیاه ریه‌های فرد دچار التهاب می‌شود.